# Latohexapus granosus
Latohexapus granosus is een krabbensoort uit de familie van de Hexapodidae. De wetenschappelijke naam van de soort is voor het eerst geldig gepubliceerd in 2002 door Huang, Hsueh & Ng.